# Дипген, Эберхард
Э́берхард Ди́пген (нем. Eberhard Diepgen; род. 13 ноября 1941, Панков) — немецкий политик, член ХДС. Дважды (1984—1989 и 1991—2001) занимал должность правящего бургомистра Берлина.

## Биография
Эберхард Дипген родился в берлинском Панкове. После окончания школы в 1960 году обучался на юридическом факультете Свободного университет Берлина. Во время учёбы принимал активное участие в работе студенческих объединений. В 1962 году Дипген вступил в Христианско-демократический союз. В 1971 году он возглавил местное правление партии, а в 1983 году был избран председателем регионального отделения ХДС в Западном Берлине. Эту партийную должность Эберхард Дипген занимал в течение 19 лет. В 1971 году Дипген впервые был избран в городское собрание депутатов Берлина и оставался депутатом до 2001 года. С 1980 года до своего избрания правящим бургомистром Берлина в 1984 году и с 1989 по 1991 годы Эберхард Дипген был председателем фракции ХДС в Парламенте Берлина.

## Семья
В настоящее время проживает со своей супругой Моникой в Берлине и занимается адвокатской деятельностью. У Дипгена есть взрослые дочь и сын.

## Почётные звания
- Почётный доктор Российского химико-технологического университета (1996)[3][4]

## Труды
- Zwischen den Mächten, Edition Q, Berlin, September 2004, ISBN 3-86124-582-5